# Laupersdorf
Laupersdorf ist eine politische Gemeinde im Bezirk Thal des Kantons Solothurn in der Schweiz.

## Geographie

Luftbild (1955)

Laupersdorf liegt auf 493 m ü. M., 3 km westlich des Bezirkshauptortes Balsthal (Luftlinie). Das Bachzeilendorf erstreckt sich an geschützter Lage in der Mulde des Dorfbaches auf der Sonnseite am nördlichen Talrand des Balsthalertals, am Fuss der Brunnersbergkette im Solothurner Jura.
Die Fläche des 15,5 km² grossen Gemeindegebiets umfasst einen Abschnitt im mittleren Teil des Balsthaler- oder Dünnerntals, eines Längstals im Solothurner Jura. Den zentralen Teil des Gebietes bildet die rund 500 bis 1000 m breite flache Talebene der Dünnern, welche gegen Süden zur Anhöhe des Enerholzes ansteigt. Nach Süden reicht der Gemeindebann auf die Antiklinale der Weissensteinkette und umfasst dabei den dicht bewaldeten Steilhang der Leberen. Auf dem Kammbereich dieser Jurakette befinden sich die Weiden der Schwängimatt, der Rosschopf (1115 m ü. M.) und das Höllchöpfli, an dem mit 1215 m ü. M. die höchste Erhebung von Laupersdorf erreicht wird.
Nördlich an die Talebene der Dünnern schliesst die vom Dorfbach durchflossene Mulde von Laupersdorf an. Weiter im Norden erstreckt sich der Gemeindeboden über den zumeist steil ansteigenden und teilweise mit Felsen durchzogenen Waldhang (den so genannten Sunnenberg) bis auf die Antiklinale der Brunnersbergkette mit den Höhen von Klein Brunnersberg (1120 m ü. M.), Laupersdörfer Stierenberg (1105 m ü. M.) und Bremgarten (960 m ü. M.). Von der Gemeindefläche entfielen 1997 5 % auf Siedlungen, 47 % auf Wald und Gehölze, 47 % auf Landwirtschaft und etwas weniger als 1 % war unproduktives Land.
Zu Laupersdorf gehören der Ortsteil Vorstatt (493 m ü. M.) an der Hauptstrasse im Dünnerntal, der Weiler Höngen (664 m ü. M.) auf einer Geländeterrasse am Südhang der Brunnersbergkette oberhalb von Balsthal, die Streusiedlung Enerholz (507 m ü. M.) leicht erhöht südlich der Dünnern am Fuss der Leberen sowie verschiedene Einzelhöfe im Tal und Sennhöfe auf den Jurahöhen. Nachbargemeinden von Laupersdorf sind Matzendorf, Mümliswil-Ramiswil und Balsthal im Kanton Solothurn sowie Niederbipp im Kanton Bern.

## Bevölkerung
Mit 1897 Einwohnern (Stand 31. Dezember 2023) gehört Laupersdorf zu den mittelgrossen Gemeinden des Kantons Solothurn. Von den Bewohnern sind 93,5 % deutschsprachig, 1,9 % sprechen Serbokroatisch und 1,6 % Albanisch (Stand 2000). Die Bevölkerungszahl von Laupersdorf belief sich 1850 auf 720 Einwohner, 1900 auf 862 Einwohner. Im Verlauf des 20. Jahrhunderts stieg die Bevölkerungszahl kontinuierlich weiter an. Nach einem vorübergehenden Rückgang in den 1960er Jahren wurde seit 1970 (1369 Einwohner) wieder eine deutliche Bevölkerungszunahme verzeichnet.

### Persönlichkeiten
- Adolf Boner (* 1901 in Laupersdorf; † 1968 in Basel), Jurist und Politiker, Nationalrat

## Politik
- CVP: 5
- FDP: 1
- SVP: 1

2009 wurde der Gemeinderat von 12 auf 9 und 2021 weiter auf 7 Gemeinderatsmandate reduziert. Gleichzeitig gelang es der Schweizerischen Volkspartei zum ersten Mal im Gemeinderat von Laupersdorf vertreten zu sein.
| Partei                                                       | 2021 | 2017 | 2013 | 2009 |
| ------------------------------------------------------------ | ---- | ---- | ---- | ---- |
| Christlichdemokratische Volkspartei                          | 5    | 6    | 5    | 5    |
| FDP.Die Liberalen (bis 2009 Freisinnig-Demokratische Partei) | 1    | 1    | 2    | 2    |
| Schweizerische Volkspartei                                   | 1    | 2    | 2    | 2    |

## Wirtschaft
Laupersdorf war bis in die zweite Hälfte des 20. Jahrhunderts ein vorwiegend durch die Landwirtschaft geprägtes Dorf. Im Lauf des 16. Jahrhunderts wurden die Höhen der Brunnersbergkette gerodet, ausgedehnte Sömmerungsweiden für das Vieh geschaffen und mehrere Sennhöfe erbaut. Noch heute haben der Ackerbau und der Obstbau in den tieferen Lagen sowie die Milchwirtschaft und die Viehzucht in den oberen Gemeindeteilen einen wichtigen Stellenwert in der Erwerbsstruktur der Bevölkerung.
Zahlreiche weitere Arbeitsplätze sind im lokalen Kleingewerbe und im Dienstleistungssektor vorhanden. In Laupersdorf sind Betriebe der Kunststoffverarbeitung, des Maschinenbaus, des Metallbaus, des Baugewerbes, mechanische Werkstätten, eine Kartonfabrik und eine Seilerei vertreten. In den letzten Jahrzehnten hat sich das Dorf auch zu einer Wohngemeinde entwickelt. Viele Erwerbstätige sind deshalb Wegpendler, die hauptsächlich in Balsthal sowie im Raum Olten-Solothurn arbeiten.

## Verkehr
Die Gemeinde ist verkehrsmässig recht gut erschlossen. Sie liegt an der Hauptstrasse von Oensingen nach Moutier. Durch einen Postautokurs, welcher die Strecke von Balsthal nach Gänsbrunnen bedient, ist Laupersdorf an das Netz des öffentlichen Verkehrs angeschlossen.

## Geschichte
Die erste urkundliche Erwähnung des Ortes erfolgte bereits im Jahr 968 unter dem Namen Luiperestorf. Später erschienen die Bezeichnungen Loppestorf (1179), Luoperthurf (1194) und Loperstorf (1236). Der Ortsname ist vom althochdeutschen Personennamen Loubwar abgeleitet. Im Hochmittelalter gehörte Laupersdorf zunächst dem Kloster Moutier-Grandval, bevor es an die Herrschaft Neu-Falkenstein gelangte. Im Jahr 1420 kam der Ort durch Kauf unter die Herrschaft von Solothurn und wurde der Landvogtei Falkenstein zugeordnet. Der nächste Gerichtsort war Matzendorf.
Nach dem Zusammenbruch des Ancien Régime (1798) wurde Laupersdorf dem Bezirk Balsthal-Thal zugeteilt. Im 19. Jahrhundert, insbesondere von 1850 bis etwa 1870 war das Tal von schwerer Armut und Hungersnöten betroffen, so dass viele Bewohner auswandern mussten. Bis etwa 1870 wurden die Bohnerzvorkommen bei Laupersdorf für das Von Rollsche Eisenwerk in Klus abgebaut.

## Wappen
Das Dorfwappen ist eine weisse 8 auf rotem Grund. Die 8 hat einen militärischen Hintergrund: Gemäss einer Quelle von 1689 gehörten die Thaler Gemeinden zur vierten und fünften Kompanie des zweiten Regimentes der Milizarmee von Solothurn. Die Ziffer 4 wurde zu jener Zeit wie eine unten offene 8 geschrieben.
Mit Ausnahme von Holderbank, Mümliswil-Ramiswil und Gänsbrunnen scheinen alle Wappen der Thaler Gemeinden in dieser Tradition zu stehen. Doch nur jene von Laupersdorf und Balsthal weisen diese Achterform auf. In den Wappen von Aedermannsdorf, Herbetswil, Matzendorf und Welschenrohr ist das Hauptmotiv ein Winkel – eine Abart der alten 5 – mit je unterschiedlicher Farb- und Formvariante.

## Persönlichkeiten
- Verena Brunner (* 1945), Textilkünstlerin

## Sehenswürdigkeiten
Die Sankt-Martins-Kirche von Laupersdorf wurde wahrscheinlich bereits im 7. Jahrhundert durch das Kloster Moutier-Grandval gegründet. Ihre heutige Gestalt erhielt die Kirche beim Neubau 1860. Im Ortskern sind einige Bauernhäuser aus dem 18. und 19. Jahrhundert erhalten. In Höngen befindet sich die St.-Jakobs-Kapelle, die 1715 an ihrem jetzigen Standort errichtet wurde und einen älteren Vorgängerbau an anderer Stelle ersetzte.

## Bilder

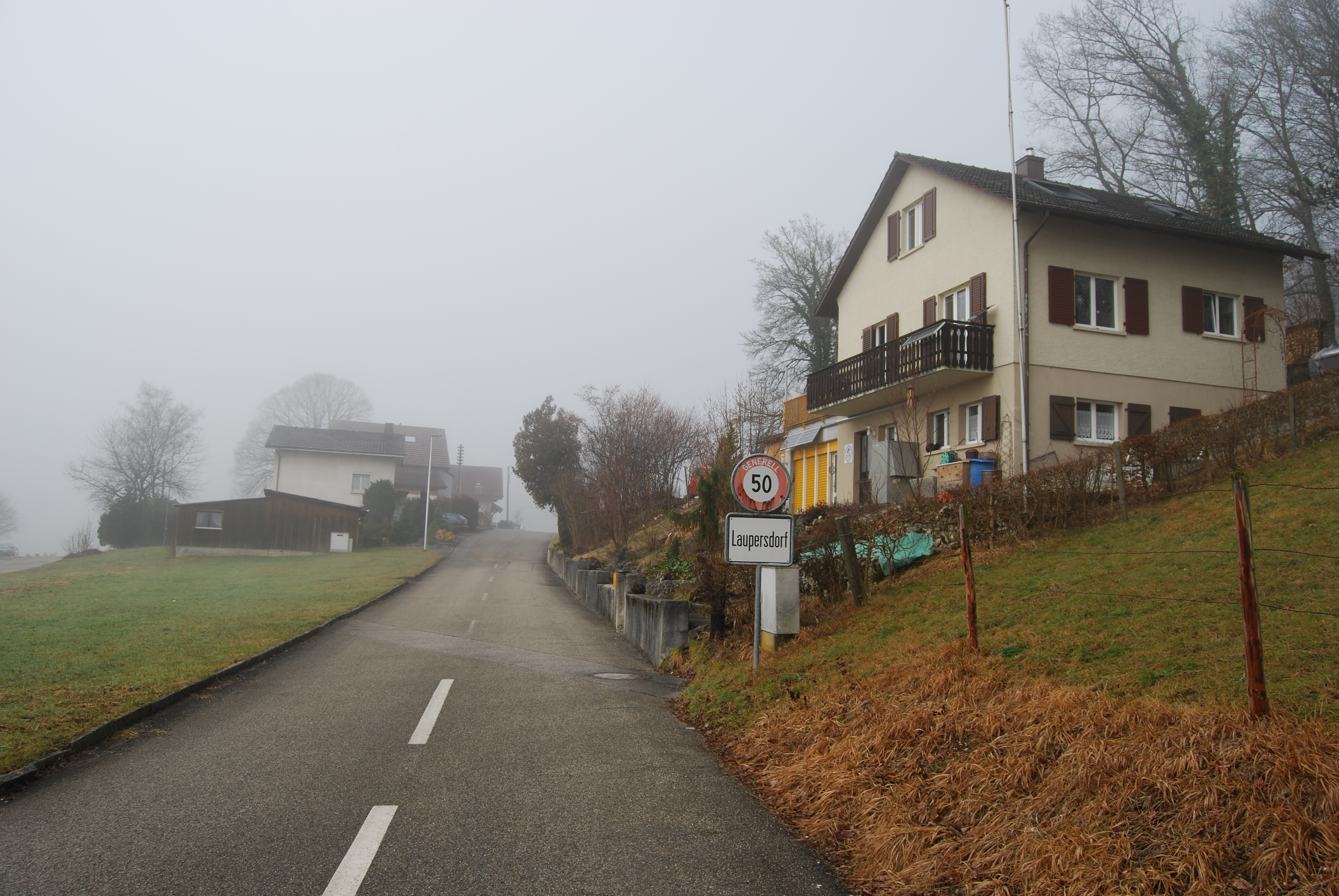
Ortseingang von Laupersdorf im Morgennebel, Januar 2011
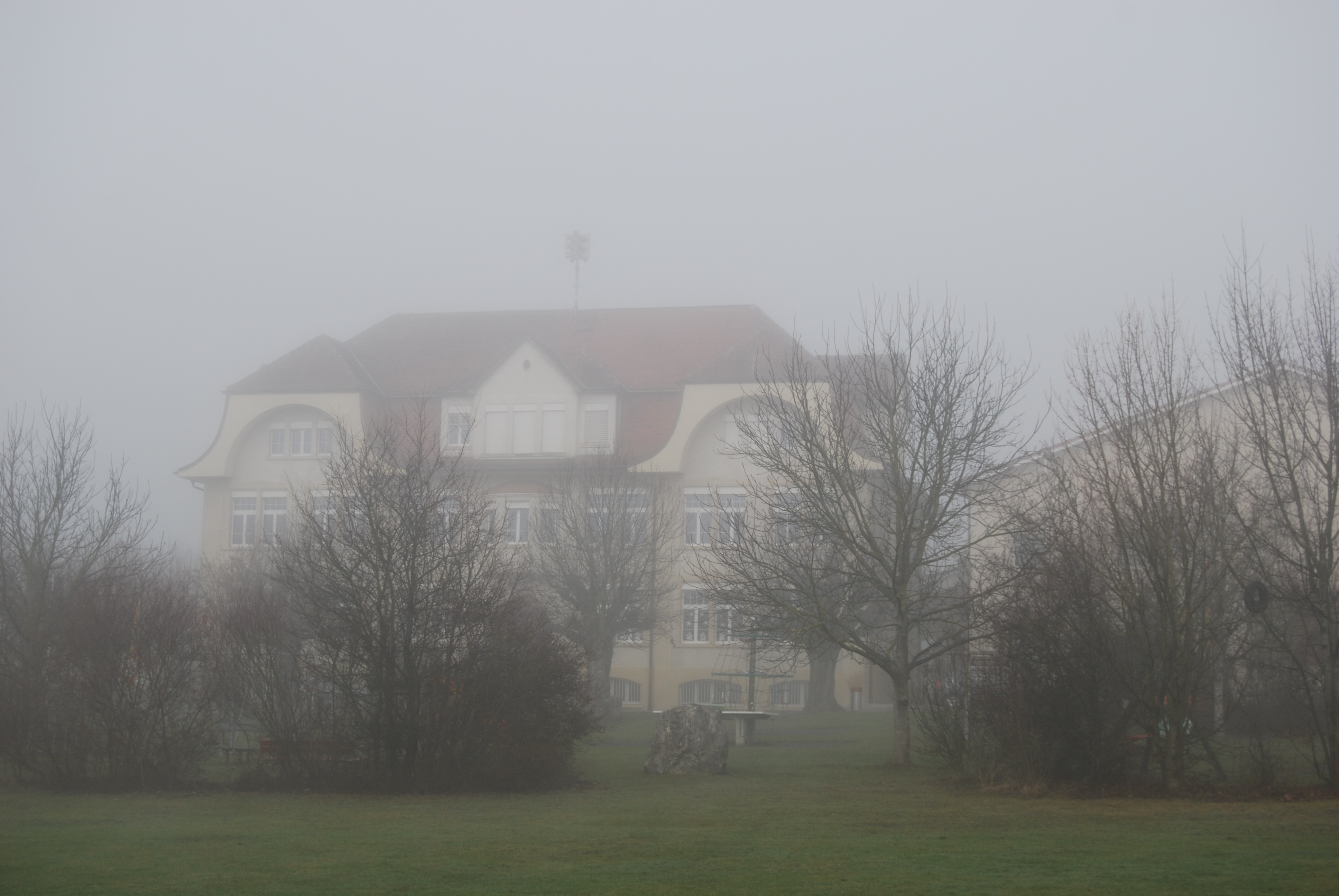
Schulhaus von Laupersdorf im Nebel
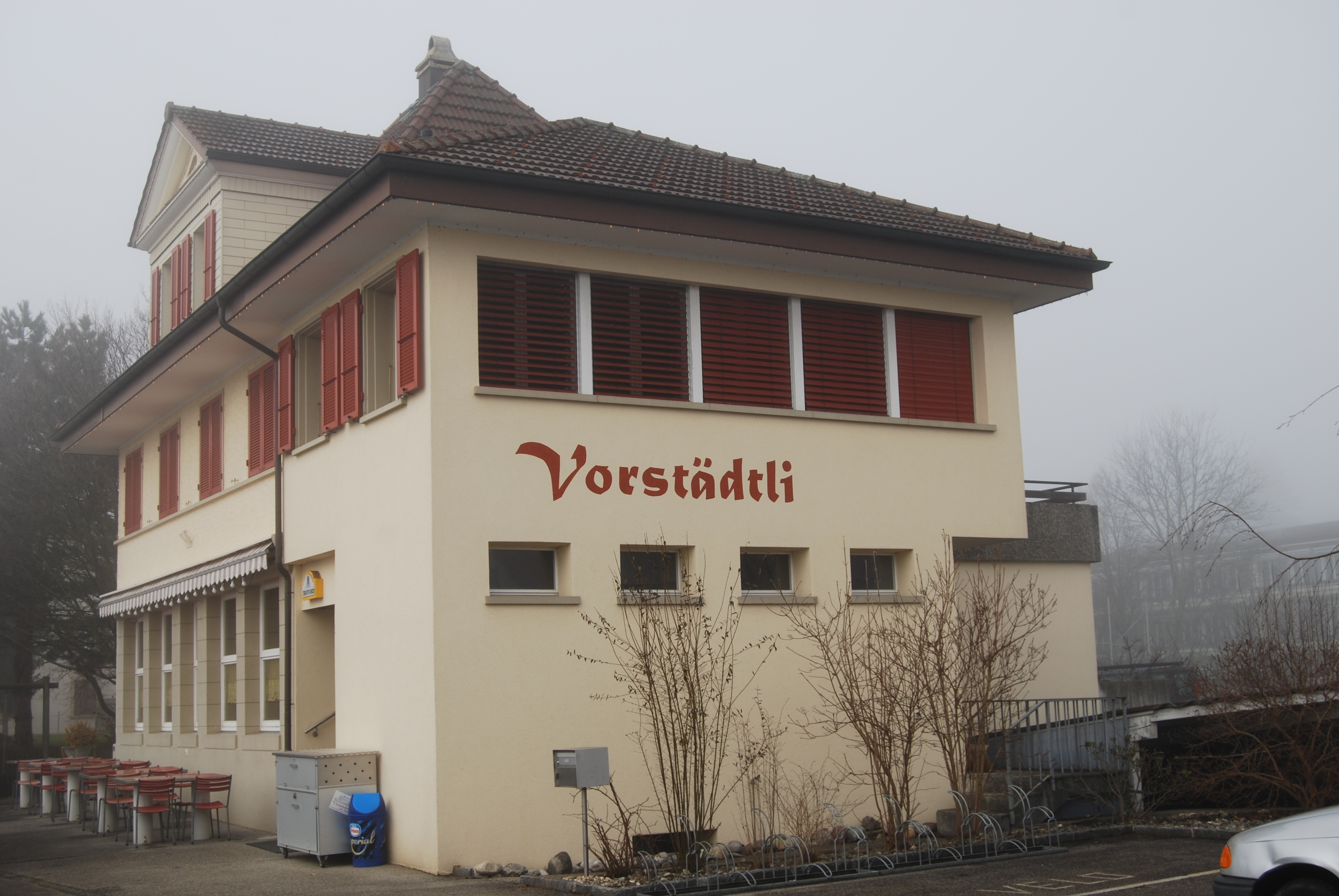
Restaurant Vorstädtl